# Batrachyla antartandica
Batrachyla antartandica е вид жаба от семейство Ceratophryidae. Видът не е застрашен от изчезване.

## Разпространение
Разпространен е в Аржентина и Чили.

## Описание
Популацията на вида е стабилна.